# Treef (voedseltaboe)
Een treef is een Surinaams voedseltaboe of -verbod van Afrikaanse oorsprong. Het 'treef-geloof' bestaat onder bepaalde groepen Afro-Surinamers en het verbiedt het nuttigen van specifieke voedingsmiddelen aan sommigen, omdat het ernstige ziekten en vooral lepra zou kunnen veroorzaken.
De naam treef is afgeleid van het Sranantongo trefu, dat weer is afgeleid van het Amsterdams-Joodse woord tereifa. Tot het einde van de 18e eeuw werd dit systeem van voedseltaboes in Suriname aangeduid met de West-Afrikaanse term tschina of kina. Mogelijk herkenden de slaafgemaakten de taboes van hun Joodse slavenhouders omdat het paste binnen hun eigen taboe-systeem. In de 20e eeuw werd lepra ook wel 'Yusiekie' of Joodse ziekte genoemd.
'Treefvlekken' op de huid duiden op zondig gedrag, dat wil zeggen op een overtreding van een bepaald voedselverbod. Dat kan zijn kip, vis of vlees van een viervoeter. De verboden verschillen per individu, afhankelijk van de familie waarin je geboren bent. Dit is een wezenlijk verschil met de voedseltaboes in bijvoorbeeld Jodendom en islam, die algemeen geldend zijn (spijswetten).
Een specifieke treef wordt geërfd van de vaders kant, maar het kan ook voorkomen dat iemands treef wordt geopenbaard in een droom, meestal door een vrouwelijk familielid. Daarnaast moet een vrouw tijdens de zwangerschap rekening houden met zowel haar eigen voedseltaboes, als die van de verwekker. Er wordt veel waarde aan de treef gehecht: als een kind de treef van zijn vader in acht neemt en toch last krijgt van een huidaandoening, wordt dit gezien als een sterke aanwijzing dat de vrouw een kind met een ander heeft verwekt. Tot slot kan treef ook later in het leven verworven worden door het dragen van bepaalde amuletten die dwingen je te onthouden van bepaald voedsel.